# چارلز کینگ (دوچرخه‌سوار)
چارلز کینگ (انگلیسی: Charles King; ۶ دسامبر ۱۹۱۱ – ۱۹ ژوئیهٔ ۲۰۰۱) دوچرخه‌سوار اهل بریتانیا بود.
وی در بازی‌های المپیک تابستانی ۱۹۳۶ موفق به کسب مدال برنز ۴۰۰۰ متر تعقیبی تیمی شده است.